# Championnat de Belgique de football de troisième division 1958-1959
Navigation
saison précédente saison suivante
Le Championnat de Belgique de football Division 3 1958-1959 est la 30e édition du championnat de troisième niveau national de football en Belgique. Il conserve le même format que la saison précédente, à savoir deux séries de 16 équipes, qui se rencontrent deux fois chacune pendant la saison. Les deux champions sont promus en Division 2, tandis que les deux derniers de chaque série sont relégués en Promotion.

## Clubs participants 1958-1959
32 clubs participent à cette édition, soit le même nombre que lors du championnat précédent. Les clubs dont le matricules est indiqué en gras existent encore de nos jours.

### Série A
| #  | Nom                                        | Mat. | Ville     | Stades                   | En D3 depuis    | Total en D3 | S. précédente     |
| -- | ------------------------------------------ | ---- | --------- | ------------------------ | --------------- | ----------- | ----------------- |
| 1  | Royal Uccle Sport                          | 15   | Uccle     | rue de Neerstalle        | 1958-1959 (1re) | 2 saisons   | Division 2 16e    |
| 2  | Royal Racing Club de Bruxelles             | 6    | Bruxelles | stade du Heysel          | 1957-1958 (2e)  | 3 saisons   | 6e Série A        |
| 3  | Royal Cercle Sportif La Forestoise         | 51   | Forest    | stade communal           | 1953-1954 (6e)  | 9 saisons   | 13e Série A       |
| 4  | Koninklike Tongerse Sportvereniging Cercle | 54   | Tongres   | ??                       | 1952-1953 (7e)  | 17 saisons  | 14e Série B       |
| 5  | Royal Racing Football Club Montegnée       | 77   | Montegnée | ??                       | 1954-1955 (5e)  | 20 saisons  | 10e Série B       |
| 6  | Koninklijke Football Club Herentals        | 97   | Herentals | ??                       | 1956-1957 (3e)  | 14 saisons  | 2e Série B        |
| 7  | Royal Racing Club Tirlemont                | 132  | Tirlemont | ??                       | 1957-1958 (2e)  | 7 saisons   | 4e Série B        |
| 8  | Royale Jeunesse Arlonaise                  | 143  | Arlon     | Beau Site                | 1956-1957 (3e)  | 21 saisons  | 13e Série B       |
| 9  | Koninklijke Football Club Turnhout         | 148  | Turnhout  | Villapark                | 1952-1953 (7e)  | 11 saisons  | 11e Série B       |
| 10 | Union Royale Namur                         | 156  | Namur     | stade des Champs-Elysées | 1950-1951 (9e)  | 21 saisons  | 3e Série B        |
| 11 | Koninklijke Daring Club Leuven             | 223  | Kessel-Lo | ??                       | 1952-1953 (7e)  | 21 saisons  | 8e Série B        |
| 12 | Koninklijke Aarschot Sport                 | 441  | Aarschot  | ??                       | 1958-1958 (2e)  | 9 saisons   | 7e Série B        |
| 13 | Vrij en Vlug Overpelt-Fabriek              | 2554 | Overpelt  | De Leukens               | 1957-1958 (2e)  | 2 saisons   | 9e Série B        |
| 14 | Voorwaarts Tienen                          | 3229 | Tirlemont | ??                       | 1951-1952 (8e)  | 9 saisons   | 5e Série B        |
| 15 | Royal Fléron Football Club                 | 33   | Fléron    | ??                       | 1958-1959 (1re) | 15 saisons  | 1er Prom. Série C |
| 16 | Royal Stade Waremmien Football Club        | 190  | Waremme   | ??                       | 1958-1959 (1re) | 18 saisons  | 1er Prom. Série D |

#### Localisations Série A
| \| FC Turnhout Herentals Racing CB La Forestoise Uccle Aarschot DC Louvain RC Tirlemont V. Tienen Overpelt Tongres Montegnée Fléron Waremme UR Namur Arlon \| Localisation des clubs engagés en Division 3A 1958-1959 |
| FC Turnhout Herentals Racing CB La Forestoise Uccle Aarschot DC Louvain RC Tirlemont V. Tienen Overpelt Tongres Montegnée Fléron Waremme UR Namur Arlon                                                               |

### Série B
| #  | Nom                                                           | Mat. | Ville           | Stades             | En D3 depuis    | Total en D3 | S. précédente     |
| -- | ------------------------------------------------------------- | ---- | --------------- | ------------------ | --------------- | ----------- | ----------------- |
| 1  | Athletische Sportvereniging Oostende Koninklijke Maatschappij | 53   | Ostende         | Albertpark         | 1958-1959 (1re) | 8 saisons   | Division 2 15e    |
| 2  | Royal Racing Club de Gand                                     | 11   | Gand            | E. Hielstadion     | 1955-1956 (4e)  | 14 saisons  | 11e Série A       |
| 3  | Royal Albert Elisabeth Club Mons                              | 44   | Mons            | stade Ch. Tondreau | 1952-1953 (7e)  | 27 saisons  | 9e Série A        |
| 4  | Royal Club Sportif Schaerbeek                                 | 55   | Schaerbeek      | Parc Josaphat      | 1947-1948 (12e) | 16 saisons  | 12e Série B       |
| 5  | Royal Cercle Sportif Brainois                                 | 75   | Braine-l'Alleud | ??                 | 1957-1958 (2e)  | 8 saisons   | 14e Série A       |
| 6  | Koninklijke Willebroekse Sportvereniging                      | 85   | Willebroek      | Henry Pickery      | 1953-1954 (6e)  | 19 saisons  | 8e Série A        |
| 7  | Royale Association Athlétique Louviéroise                     | 93   | La Louvière     | ??                 | 1954-1955 (5e)  | 18 saisons  | 5e Série A        |
| 8  | Koninklijke Football Club Eeklo                               | 231  | Eeklo           | ??                 | 1956-1957 (3e)  | 5 saisons   | 4e Série A        |
| 9  | Koninklijke Racing Club Lokeren                               | 282  | Lokeren         | Daknam             | 1957-1958 (2e)  | 8 saisons   | 10e Série A       |
| 10 | Royal Sporting Club Union & Progrès Jette                     | 474  | Jette           | ??                 | 1955-1956 (4e)  | 13 saisons  | 5e Série B        |
| 11 | Kon. Oudde-Leerlingen St-Augustinus Merksem Sportclub         | 544  | Merksem         | ??                 | 1956-1957 (3e)  | 8 saisons   | 3e Série A        |
| 12 | Koninklijkie Football Club Izegem                             | 935  | Izegem          | ??                 | 1955-1956 (4e)  | 11 saisons  | 7e Série A        |
| 13 | Sportkring Beveren-Waas                                       | 2300 | Beveren         | Freethiel          | 1949-1950 (10e) | 10 saisons  | 12e Série A       |
| 14 | Koninklijke Sportvereniging Waregem                           | 4451 | Waregem         | Regenboog          | 1954-1955 (5e)  | 9 saisons   | 2e Série A        |
| 15 | Royale Union Sportive Tournaisienne                           | 26   | Tournai         | stade G. Horlait   | 1958-1959 (1re) | 21 saisons  | 1er Prom. Série B |
| 16 | Football Club Waaslandia Burcht                               | 557  | Burcht          | ??                 | 1958-1959 (1re) | 2 saisons   | 1er Prom. Série A |

### Localisations Série B
| \| W. Burcht OLSE Merksem Willebroek AS Oostende Izegem Waregem Beveren Lokeren Eeklo RC Gand Schaerbeek SCUP Jette CS Brainois US Tournai Mons La Louvière \| Localisation des clubs engagés en Division 3B 1958-1959 |
| W. Burcht OLSE Merksem Willebroek AS Oostende Izegem Waregem Beveren Lokeren Eeklo RC Gand Schaerbeek SCUP Jette CS Brainois US Tournai Mons La Louvière                                                               |

## Résultats et Classements
- Le nom des clubs est celui employé à l'époque

Légende
- Clubs champions et promus en Division 2 la saison suivante
- Clubs relégués en Promotion la saison suivante

Abréviations
 : club relégué de « Division 2 » depuis la saison précédente
 : Clubs promus de « Promotion » depuis la saison précédente

### Classement final - Division 3A
| Rang | Équipe                 | Pts | J  | G  | N  | P  | Bp | Bc  | Diff |
| ---- | ---------------------- | --- | -- | -- | -- | -- | -- | --- | ---- |
| 1    | R. RACING CB           | 46  | 30 | 20 | 4  | 6  | 84 | 40  | +44  |
| 2    | K. FC Herentals        | 42  | 30 | 19 | 4  | 7  | 66 | 36  | +30  |
| 3    | R. Fléron FC           | 37  | 30 | 16 | 5  | 9  | 61 | 46  | +15  |
| 4    | R. Stade Waremmien FC  | 35  | 30 | 15 | 5  | 10 | 50 | 36  | +14  |
| 5    | K. FC Turnhout         | 32  | 30 | 12 | 8  | 10 | 63 | 43  | +20  |
| 6    | Voorwaarts Tienen      | 31  | 30 | 9  | 13 | 8  | 46 | 46  | 0    |
| 7    | R. RC Tirlemont        | 31  | 30 | 11 | 9  | 10 | 46 | 39  | +7   |
| 8    | UR Namur               | 31  | 30 | 13 | 5  | 12 | 50 | 51  | -1   |
| 9    | R. Jeunesse Arlonaise  | 29  | 30 | 11 | 7  | 12 | 46 | 43  | +3   |
| 10   | R. Racing FC Montegnée | 29  | 30 | 11 | 7  | 12 | 47 | 49  | -2   |
| 11   | R. Uccle Sport         | 29  | 30 | 12 | 5  | 13 | 54 | 55  | -1   |
| 12   | V&V Overpelt-Fabriek   | 28  | 30 | 10 | 8  | 12 | 46 | 42  | +4   |
| 13   | K. Daring Club Leuven  | 27  | 30 | 10 | 7  | 13 | 56 | 58  | -2   |
| 14   | K. Aarschot Sport      | 26  | 30 | 11 | 4  | 15 | 41 | 71  | -30  |
| 15   | K. Tongerse SV Cercle  | 23  | 30 | 9  | 5  | 16 | 40 | 47  | -7   |
| 16   | R. CS La Forestoise    | 4   | 30 | 0  | 4  | 26 | 22 | 116 | -94  |

### Classement final - Division 3B
| Rang | Équipe               | Pts | J  | G  | N | P  | Bp | Bc | Diff |
| ---- | -------------------- | --- | -- | -- | - | -- | -- | -- | ---- |
| 1    | K. OLSE MERKSEM SC   | 45  | 30 | 21 | 3 | 6  | 83 | 39 | +44  |
| 2    | R. AA Louvièroise    | 44  | 30 | 18 | 8 | 4  | 61 | 28 | +33  |
| 3    | K. SV Waregem        | 41  | 30 | 16 | 9 | 5  | 57 | 30 | +27  |
| 4    | AS Oostende KM       | 40  | 30 | 17 | 6 | 7  | 64 | 33 | +31  |
| 5    | K. Willebroekse SV   | 38  | 30 | 15 | 8 | 7  | 64 | 42 | +22  |
| 6    | FC Waaslandia Burcht | 37  | 30 | 15 | 7 | 8  | 63 | 43 | +20  |
| 7    | K. FC Eeklo          | 34  | 30 | 14 | 6 | 10 | 57 | 42 | +15  |
| 8    | K. FC Izegem         | 33  | 30 | 13 | 7 | 10 | 63 | 50 | +13  |
| 9    | R. US Tournaisienne  | 27  | 30 | 12 | 3 | 15 | 54 | 55 | -1   |
| 10   | R. CS Schaerbeek     | 27  | 30 | 12 | 3 | 15 | 50 | 73 | -23  |
| 11   | R. RC de Gand        | 25  | 30 | 8  | 9 | 13 | 38 | 55 | -17  |
| 12   | R. CS Brainois       | 22  | 30 | 8  | 6 | 16 | 36 | 58 | -22  |
| 13   | SK Beveren-Waas      | 21  | 30 | 8  | 5 | 17 | 39 | 51 | -12  |
| 14   | R. AEC Mons          | 18  | 30 | 5  | 8 | 17 | 26 | 56 | -30  |
| 15   | K. RC Lokeren        | 18  | 30 | 7  | 4 | 19 | 28 | 73 | -45  |
| 16   | R. SCUP Jette        | 10  | 30 | 3  | 4 | 23 | 23 | 78 | -55  |

### Meilleurs buteurs
- Série A : ?
- Série B : ?

## Récépitulatif  la saison
- Champion A: R. Racing CB (2e titre en D3)
- Champion B: K. OLSE Merksem SC (1er titre en D3)

- Dix-neuvième titre de D3 pour la Province d'Anvers
- Quatorzième titre de D3 pour la Province de Brabant

| Région flamande (14)            | Région flamande (14) | Province de Brabant (10)     | Province de Brabant (10) | Région wallonne (8)    | Région wallonne (8) |
| ------------------------------- | -------------------- | ---------------------------- | ------------------------ | ---------------------- | ------------------- |
| Province d'Anvers               | 5                    | Région de Bruxelles-Capitale | 5                        | Province de Hainaut    | 3                   |
| Province de Flandre-Occidentale | 3                    | Province du Brabant flamand  | 4                        | Province de Liège      | 3                   |
| Province de Flandre-Orientale   | 4                    | Province du Brabant wallon   | 1                        | Province de Luxembourg | 1                   |
| Province de Limbourg            | 2                    |                              |                          | Province de Namur      | 1                   |

1. ↑  Au niveau footballistique, la province de Brabant est toujours unitaire malgré sa partition territoriale en 1995.

### Admission / Relégation
Le Racing CB et OLSE Merksem SC décroche la montée en Division 2. Merksem devient le 100e club différent à atteindre l'antichambre de l'éite du football belge, le 25e cercle de la Province d'Anvers. Ces deux promus remplacent les deux relégués: le FC Renaisien et Boom FC.
La Forestoise, le SCUP Jette, Lokeren et >Tongerse SV Cercle sont relégués en Promotion, d'où sont promus l'UBS Auvelais, l'Union du Centre, le Crossing Ganshoren et Hasseltse VV.
L'US du Centre retrouve le 3e niveau national qu'ilavait quitté en 1948 pour monter en « Division 1 » (à l'époque le deuxième niveau). Quatre saisons plus tard, le matricule 213 en avait été relégué pour être renvoyé directement en Promotion, à la suite de la grande réforme appliquée par l'URBSFA.

## Déménagement / Changement d'appellation
Le R. Crossing FC Ganshoren (matricule 55), promu en Division 3, en vue de la saison suivante déménage pendant l'intersaison. Le club quitte Ganshoren pour aller s'installer au « stade du Sippelberg » à Molenbeek. Le « matricule 55 » adapte son appellation et devient le R. Crossing Club Molenbeek.

## Sources et liens externes
- (en) Belgium - Final Tables 1895-2008, sur RSSSF